# Caso Grégory Villemin

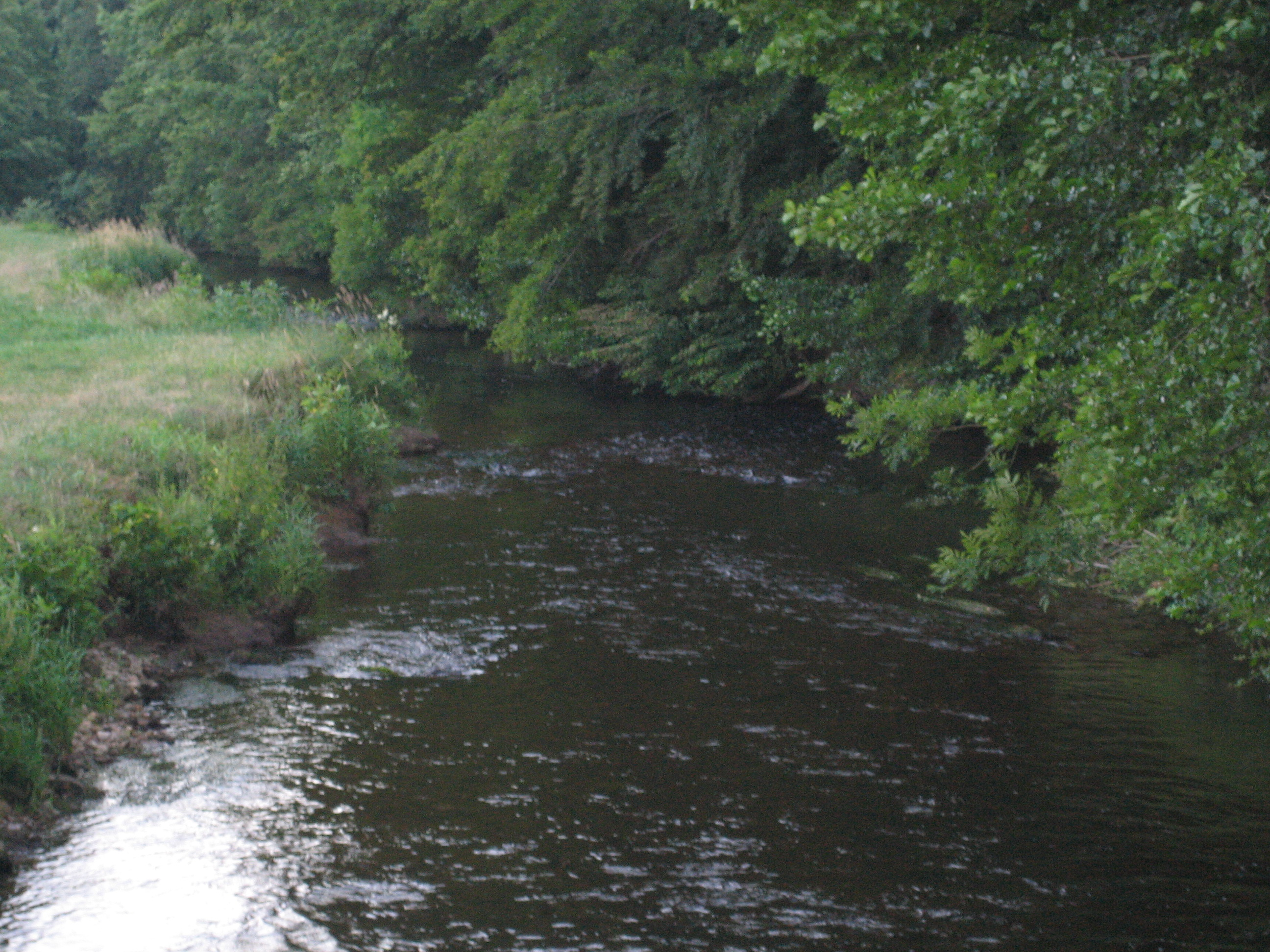
La Vologne, il fiume dove fu ritrovato il corpo del bambino

L'omicidio di Grégory Villemin venne commesso il 16 ottobre 1984; la vittima era un bambino di quattro anni e il caso fu ampiamente seguito dai media francesi e stranieri.

## Storia
Il 16 ottobre 1984, verso le 17, Grégory Villemin, nato il 24 agosto 1980, scomparve mentre stava giocando con la sabbia nel giardino davanti alla casa dei suoi genitori, Christine, una operaia in una fabbrica locale, e Jean-Marie Villemin, un caposquadra nella fabbrica di automobili Autocoussin, a Lépanges-sur-Vologne, nei Vosgi. Sua madre, dopo aver finito di stirare, andò a cercarlo senza trovarlo; ne denunciò la scomparsa alla polizia alle 17:50; verso le 21:15, il cadavere del bambino fu ritrovato, completamente vestito, bloccato in un canale della Vologne, a Docelles, a sette chilometri da Lépanges-sur-Vologne. Il suo corpo non mostrava tracce di violenza ma aveva gambe e mani legate da un filo, le mani incrociate sul ventre. Philippe Jéchoux e Patrick Gless, rispettivamente giornalista freelance e fotografo del giornale La Liberté de l'Est, assistettero al recupero del corpo da parte dei pompieri. La foto di Patrick Gless (un pompiere che tiene in braccio un bambino con una giacca a vento blu, pantaloni di velluto verde e un cappello di lana, a righe bianche e blu, piegato sul volto) fu pubblicata il giorno dopo su tutti i giornali e traumatizzò l'intera Francia.

## Indagini

### 1984: Bernard Laroche viene accusato, liberato e poi ucciso
Ricerche mirate nella Vologne iniziarono dopo che un misterioso personaggio soprannominato "il corvo" fece una chiamata telefonica a uno dei fratelli di Jean-Marie Villemin, Michel, alle 17:32, dicendo che il bambino era stato gettato nel fiume. Il giorno successivo, il 17 ottobre, una lettera anonima indirizzata al padre del bambino rivendicò il delitto: «Spero che morirai di dolore, capo. Non è il denaro che ti ridarà tuo figlio. Questa è la mia vendetta, stronzo». La lettera era stata inviata da Lépanges-sur-Vologne, il giorno del delitto, prima delle 17:15 (secondo il timbro). Questo "corvo" aveva la voce roca e aveva minacciato la coppia Villemin per circa quattro anni e la morte di Gregory sarebbe stata il punto culminante delle minacce proferite in quei quattro anni.
Bernard Laroche, nato il 23 marzo 1955, cugino di Jean-Marie Villemin, venne denunciato da Murielle Bolle, la sorella minore di sua moglie, che allora aveva 15 anni. Le sue gravi dichiarazioni alla polizia furono ripetute in udienza davanti al giudice istruttore di Épinal, Jean-Michel Lambert, il 5 novembre 1984, che incolpò Bernard Laroche il giorno stesso, con i giornali che lo accusarono con i titoli "l'assassino Laroche". Il giorno dopo, la famiglia di Murielle gli chiese di passare da lei (la polizia temeva che visto che la ragazza era fragile avrebbe potuto subire delle pressioni per cambiare la sua versione dei fatti) e la ragazza davanti a microfoni e telecamere ritrattò tutto, dichiarando che il cognato era innocente. Ma il giudice Lambert aveva altri elementi di prova contro Laroche: i primi studi grafologici, che lo indicavano come il corvo, le iniziali 'L B' alla fine della lettera di rivendicazione che corrispondevano esattamente alla firma di Laroche. La lettera è stata nel tempo rovinata dagli investigatori, e non può essere riutilizzata finché non verrà ritrovata una copia. Inoltre fu anche danneggiata nella ricerca di impronte digitali, in quanto una polvere nera fu posta sopra la lettera per ritrovarle, rendendo impossibile analizzarla per cercare il DNA. Senza la testimonianza della giovane Murielle, le accuse a Laroche sarebbero state molto leggere a processo, come fece notare l'avvocato di Laroche, Gérard Welzer. Ciò nonostante per la polizia la gelosia di Bernard Laroche per il successo e la famiglia del cugino era un movente valido. Il 4 febbraio 1985 il giudice, contro il parere del pubblico ministero, liberò Laroche. Quel giorno, davanti ai giornalisti, Jean-Marie Villemin annunciò la sua intenzione di ucciderlo all'uscita del lavoro. Marie-Ange Laroche chiese allora, per suo marito, la protezione della polizia che lui aveva rifiutato (ma la polizia in quel momento non era più responsabile del caso). Il 29 marzo 1985, Bernard Laroche fu ucciso con un colpo di fucile da Jean-Marie Villemin come aveva annunciato, ritenendolo ancora colpevole per la morte del figlio. Venne sepolto nel cimitero di Jussarupt. Marie-Ange Laroche ha in seguito ottenuto la condanna dello Stato per non aver impedito la morte annunciata di suo marito. Il 9 novembre 1984 furono ritrovate una fiala e una siringa di insulina, in prossimità del luogo dove i pompieri avevano recuperato il corpo di Gregory, il luogo era stato indicato da Muriel Bolle come il luogo dove Bernard Laroche sarebbe sceso dalla vettura con Grégory. Questi elementi potevano suggerire che fossero stati usati dei prodotti per mandare Gregory in coma ipoglicemico prima di gettarlo nel fiume.

### 1985: viene accusata Christine Villemin
Delle voci nella regione suggerivano che il corvo e assassino poteva essere la madre di Gregory, che sarebbe stata vista alla posta il giorno del delitto secondo le testimonianze concordanti di tre colleghi di lavoro. Il 5 luglio 1985, il giudice Lambert accusa Christine Villemin di omicidio e la fa arrestare. Le prove a carico erano secondo l'accusa una nuova perizia calligrafica che la indicava come il corvo, e delle fascette identiche a quelle con le quali fu legato Gregory, ritrovate nella cantina della loro casa. Undici giorni dopo, rilevate le prove insufficienti alla detenzione provvisoria, fu rimessa in libertà. Il suo caso divise radicalmente l'opinione pubblica con chi era convinto della sua colpevolezza e chi della sua innocenza.
Molte voci infondate e giornalisti avidi di sensazionalismo, ai fini di trovare un movente suggerirono la colpevolezza dell'amante di Laroche, la quale avrebbe ritrovato il bambino affogato nella sua vasca da bagno e lo avrebbe poi gettato nella Vologne nel tentativo di non compromettere la sua posizione. Ma questo scenario, dipinto come 'romanzo' dall'investigatore Étienne Sesmat non è supportato da alcuna prova.
L'inchiesta è stata oggetto di molti errori: violazioni del segreto istruttorio e della privacy, pregiudizi da parte della stampa, mancanza di precauzioni degli investigatori nella raccolta delle prove con danneggiamento delle stesse; incertezza dei giudici; grande rivalità tra la gendarmerie nationale e la SRPJ; inesperienza di alcuni magistrati, autopsia troppo leggera per restituire il corpo del bambino il meno danneggiato possibile ai suoi genitori. Denis Robert, all'epoca inviato di Libération definì il caso come «simbolo dell'erroneo funzionamento dell'apparato mediatico giudiziario».

### 1987: indagini finali e creazione della STIC
Nel marzo 1987, la Corte di cassazione rinviò il caso davanti alla corte d'appello di Digione. La corte dispose che venissero effettuate delle indagini ulteriori, successivamente svolte dal presidente Maurice Simon fino al 18 gennaio 1990 (giorno in cui cadde in coma dopo un infarto e soffrì di amnesia al risveglio), e poi dal suo successore, il presidente Jean-Paul Martin fino al settembre 1992, la sezione istruttoria della corte d'appello di Digione si riunì il 21 e 22 settembre 1992 per pronunciarsi sulla colpevolezza di Christine Villemin.
Viste le carenze nelle indagini da parte della polizia, il governo francese decise di creare la Sezione tecnica di investigazione criminale (STIC), in seguito "Istituto di ricerca criminale della Gendarmeria nazionale".
Jean-Marie Villemin fu rilasciato il 24 dicembre 1987. Messo sotto controllo giudiziario, gli fu data una casa presso l'Essonne dove la coppia si stabilì. Risiede ancora a Étampes con i suoi tre figli nel 2014, Christine ha un lavoro part-time, e Jean-Marie lavora nel settore immobiliare.

### 1993: non luogo a procedere nei confronti di Christine Villemin e processo di Jean-Marie Villemin
Il 3 febbraio 1993 fu pronunciata sentenza di non luogo a procedere nei confronti di Christine Villemin per "totale mancanza di prove", una novità assoluta nel diritto penale francese (fu ricordato che il fascicolo contro di lei era completamente privo di prove a carico ). Il giudizio di 100 pagine reso dalla corte d'appello di Digione spiegò che "l''inchiesta è stata resa difficile dalle mancanze delle indagini iniziali, dagli errori di procedura, dalla rivalità polizia-gendarmeria, le critiche tra specialisti, e dalla copertura mediatica estrema di questo misterioso dramma ». Il tribunale parlò di 'gravi accuse' contro Bernard Laroche per la scomparsa del bambino, ma precisò che era «impossibile affermare che Gregory fosse stato ucciso da Bernard Laroche».
Jean-Marie Villemin fu processato per l'omicidio di Bernard Laroche nel novembre 1993 a Dijon. Dopo sei settimane di udienze, fu condannato a cinque anni di carcere con uno sospeso, considerata l’attenuante delle condizioni drammatiche in cui è maturato il delitto. Fu liberato due settimane dopo il verdetto, in quanto la sua condanna era stata scontata con la detenzione precedente.
Nel corso del processo, l'istruttoria iniziale del giudice Jean-Michel Lambert fu fortemente criticata dall'avvocato generale Jacques Kohn, che lo qualificò nella sua requisitoria come "un funambolo del pensiero". Per Paul Prompt, avvocato di Marie-Ange Laroche, "è l'unico giudice sul quale si sia abbattuta la collera dell'opinione pubblica. Quella dell'avvocato generale, del presidente Ruyssen, di alcuni giornalisti. In un certo modo, focalizzare l'attenzione sul solo giudice Lambert ha aiutato a mitigare il fallimento della magistratura in questo caso".

### 2000: analisi del DNA
Su richiesta dei genitori del bambino, nel giugno del 2000, l'inchiesta viene riaperta per effettuare degli esami del DNA su un francobollo che potrebbe contenere la saliva del 'corvo'. Ma le analisi non arrivarono a nulla. L'11 aprile del 2001, la corte d'appello di Digione chiude definitivamente le indagini sul caso Gregory, fissando il termine di prescrizione all'11 aprile 2011.

### 2002-2007: lo Stato è condannato
Nel maggio del 2002, la corte d'appello di Versailles ha condannato la Francia al risarcimento di 63 000 euro a Marie-Ange Laroche e Muriel Bolle per "inefficienza nell'adempimento del proprio dovere" e "totale mancanza di controllo nella conduzione delle indagini" («manque total dans la maîtrise et dans la conduite de l'enquête et de l'instruction»). Queste critiche si estendono a ulteriori indagini compiute nel 1987.
Questa condanna fece seguito alla giurisprudenza del 1998: in precedenza in Francia era difficile per lo stato essere condannato per mancanze nella protezione preventiva delle persone (protezione che era competenza della polizia amministrativa). La moglie di Bernard Laroche riuscì però a far condannare lo stato per la mancata protezione di suo marito il 19 ottobre 1998.
Nel febbraio 2004, il corpo di Grégory fu riesumato dal cimitero di Lépanges e cremato a Épinal, la coppia Villemin conservò metà delle ceneri.
Lo stato francese è nuovamente condannato nel giugno 2004 a versare 35.000 euro di indennità per "colpa grave" a ciascuno dei due coniugi Villemin.
Jean-Marie Villemin, che non ha mai contestato di essere l'assassino di suo cugino Bernard Laroche, ha presentato una mozione per la riabilitazione nell'aprile 2005. L'accusa non si oppose ma nel 2007 la corte d'appello di Parigi rigettò la domanda de Jean-Marie Villemin perché non aveva fatto ricorso in cassazione. Beneficia della riabilitazione legale dal 31 dicembre 2008 ai sensi delle disposizioni del Codice Penale.

### 2008: riapertura delle indagini
Su richiesta dei genitori del bambino, il 9 luglio 2008, il procuratore generale della corte d'appello di Digione a annunciò che aveva richiesto l'apertura delle indagini giudiziarie concernenti la morte del bambino per effettuare nuovi test del DNA che non potevano essere svolti nel 2000, per trovare eventuali tracce che 'il corvo' avrebbe potuto lasciare sul francobollo. Il 3 dicembre 2008, la corte d'appello di Digione ordinò la riapertura dell'inchiesta. La riapertura delle indagini estende automaticamente il termine di prescrizione del caso Villemin fino al 2018.
Il 22 ottobre 2009, Le Parisien annunciò che le analisi effettuate dal laboratorio di Lione Biomnis (ex Mérieux), hanno rivelato due tracce di DNA, di un uomo e di una donna. Queste tracce non appartengono ai genitori di Gregory. Con le indagini riaperte, nuove persone verranno sentite.
Il 2 novembre 2009, invitata dalla trasmissione Les Grandes Gueules della radio RMC, Marie-Ange Laroche disse che non si sarebbe opposta alla riesumazione del corpo di suo marito Bernard Laroche ai fini delle analisi del DNA, se si fosse rivelato necessario.

### 2010
Le analisi del DNA fatte sulle lettere del corvo inviate ai Villemin diedero dei risultati a sorpresa: le tracce identificate non corrispondevano a nessuno dei 50 protagonisti del caso.
La polizia scientifica decise quindi di analizzare più approfonditamente le telefonate fatte alla famiglia. I coniugi Villemin tuttavia richiesero nuove analisi DNA, più volte rinviati dalla giustizia.
Il 20 ottobre 2010 Jean-Marie Beney, procuratore generale della corte d'appello di Digione, ordinò che venissero effettuate delle indagini per "analizzare i pantaloni ritrovati sui pantaloni del piccolo Gregory e le corde con cui fu legato", "comparare la voce del corvo a quelle dei diversi protagonisti della vicenda", "ricercare delle impronte digitali sulle parti adesive degli involucri" e "tracce sulla lettera di rivendicazione del crimine".
Il 16 gennaio 2012 Jean-Marie Beney annunciò che "non è stato possibile ricavare del DNA dai nodi". Tuttavia un capello ha rivelato la presenza di DNA mitocondriale non compatibile con nessuno dei precedenti indagati.

### 2012
Marie-Ange Laroche, vedova di Bernard Laroche, anni prima sospettata per la morte del piccolo Grégory Villemin, viene condannata a 1.000 euro d'ammenda per aver diffamato Étienne Sesmat, primo investigatore del caso.
Thierry Moser, avvocato dei coniugi Villemin, ha dichiarato alla stampa il 1º settembre 2012 che le analisi della voce del corvo, conservata su audiocassette oggi digitalizzate, sono ora possibili: « I gendarmi dell'IRCGN, dopo essersi consultati con i tecnici, hanno risposto che nonostante le difficoltà le indagini possono essere tentate, la nuova inchiesta consiste nel confrontare la voce del corvo con quelle registrate dai giornalisti nei loro reportage.

### 2013
Le Parisien il 16 aprile 2013 rivela che sono stati identificati dieci profili DNA dalle corde utilizzate per legare Gregory. Una fonte giudiziaria però invita alla prudenza, affermando che le corde sono state negli anni manipolate da molte persone e che il DNA potrebbe facilmente appartenere a un magistrato o a un investigatore.
Il 24 aprile 2013, il procuratore della corte d'appello di Digione, Jean-Marie Beney, annuncia che le nuove analisi del DNA non permettono di identificare nessuno dei protagonisti del caso, e anche le registrazioni non fanno identificare nessuno di preciso, e che da un punto di vista scientifico chiudere il caso è difficile. L'innocenza di Bernard Laroche è riaffermata da queste indagini, secondo l'avvocato di famiglia. Secondo Thierry Moser, uno degli avvocati dei parenti della vittima, "Le possibilità di arrivare a una verità sono lontane. Tuttavia, la battaglia legale è tutt'altro che finita" perché "ci sono ancora piste da battere e indagini da svolgere". Secondo Marie-Christine Chastant-Morand, anch'essa avvocato della famiglia Villemin, "le speranze scientifiche non sono ancora definitivamente perdute" e che "non siamo riusciti a confrontare i 4 DNA ritrovati sui vestiti a quelli di tutte le persone a cui sono stati presi". Secondo lei, Christine e Jean-Marie Villemin aiutarono Gregory a vestirsi e il loro DNA non era sui vestiti, anche se sarebbe dovuto esserci. Quindi dal momento che il loro DNA non c'era sui vestiti, probabilmente non c'era nemmeno quello dell'assassino.

### 2017
L'undici Luglio del 2017 Jean-Michel Lambert, il primo giudice istruttore dell’affaire Gregory Villemin, si suicida. È il terzo morto della vicenda. Si era ritirato nell’anonimato dei tribunali di provincia e nella scrittura. Nel 1987, dopo essere stato allontanato da Epinal e dai riflettori dell’affaire Grégory, aveva pubblicato la sua autobiografia, “Le Petit Juge”, che affascinerà Marguerite Duras, con la quale Lambert si confronterà in una trasmissione Tv.

## Impatto culturale
Il caso fu seguito da diversi giornalisti, che accusarono differenti personaggi. Al 2014, il caso è stato trattato da circa 3000 articoli di giornale, una cinquantina di trattati universitari, un telefilm e una quindicina di libri (racconti, romanzi o memorie dei protagonisti).
Marguerite Duras, in un articolo pubblicato sul quotidiano Libération, dal titolo « Sublime, necessariamente sublime Christine V.», descrive Christine Villemin come una probabile infanticida che uccide il proprio figlio in rivolta contro un brutale ordine patriarcale. Alle polemiche che ne seguirono, Serge July, direttore di Liberation, si scusò poco dopo pubblicamente per aver pubblicato un articolo che, molto semplicemente, rinuncia ad ogni presunzione di innocenza.
Il caso mise in evidenza la rivalità tra corpi di polizia. L'inchiesta fu condotta fino al febbraio 1985 dal capitano Étienne Sesmat che controlla il dipartimento di gendarmeria di Épinal e che credeva nella colpevolezza di Bernard Laroche. Furono successivamente prese in carico dalla polizia giudiziaria regionale (SRPJ) di Nancy guidata dal commissario Jacques Corazzi e che privilegiava la pista Christine Villemin. Durante l'inchiesta della polizia, le accuse contro la madre « si basavano principalmente sulle ricerche sui fatti effettuate da Jean-Michel Bezzina, amico del commissario Corazzi ». I coniugi Villemin e la giornalista Laurence Lacour nel loro libro sul caso Villemin intitolato Le Bûcher des innocents (il macellaio degli innocenti) denunciano le accuse mediatiche di Jean-Michel Bezzina e di sua moglie Marie-France Bezzina-Lefèvre che parlarono spesso della teoria infanticida su RTL e su altri media nazionali come France-Soir, Le Figaro, Le Parisien, Le Quotidien de Paris e altri. Marie-France Bezzina-Lefèvre citò in giudizio i coniugi Villemin per aver dipinto i Bezzina come dei "giornalisti che hanno dimenticato il loro compito di informare pensando unicamente a lucrare", la denuncia per diffamazione venne respinta nel 1996.
Le riprese nel 2005 del telefilm L'Affaire Villemin rilanciò la polemica mediatica, mettendo in scena i giornalisti divisi in due 'pool' uno concentrato sulla colpevolezza di Bernard Laroche e l'altro su quella di Christine Villemin. 
Nel novembre 2019, Netflix ha presentato una miniserie dedicata al caso Grégory. Il documentario ritorna dettagliatamente su tutta la vicenda trattandola in sei episodi. 

## Nei media

### Documentari televisivi
- L'assassinat du petit Grégory all'interno di Faites entrer l'accusé presentato da Christophe Hondelatte nel luglio 2003, gennaio 2006 e febbraio 2009 su France 2.
- Affaire Grégory Villemin il 26 gennaio 2014 su Non élucidé su France 2.
- Grégory, 20 ans après il 10 ottobre 2004 e il 28 agosto 2005 in Secrets d'actualité su M6.
- Affaire Grégory : le mystère refait surface 8 ottobre 2008, in Enquêtes criminelles : le magazine des faits divers su W9.
- Affaire du petit Grégory : 30 ans après (primo reportage) il 18, 25 ottobre e il 2 novembre 2014 in Chroniques criminelles su NT1.
- L'affaire du petit Grégory : 30 ans après il 4 novembre 2014 in Les dossiers Karl Zero su RMC Découverte.
- Grégory il 20 novembre 2019, docuserie in 5 episodi su Netflix.